# イエレナ・パブロワ
イエレナ・パブロワ（Yelena Pavlova、1978年12月12日 - ）は、ソビエト連邦のタシュケント出身（現在のウズベキスタン、当時のウズベク・ソビエト社会主義共和国）の元女子バレーボール選手。1997年にカザフスタン国籍を取得しカザフスタン代表として世界大会で活躍した。2005アジア選手権で日本を破り銀メダルを獲得した時はエースでキャプテンとして活躍した。母親のラリッサ・パブロワもバレーボール選手で1980年のモスクワ五輪ではソビエト連邦女子代表として出場し金メダルを獲得している。

## 人物
逆足の入りから最後は両足で踏み切る独自のスパイクフォームから放たれるスパイクは、打った瞬間のボールの音で迫力が伝わってくるほどである。ブロックを力で打ち抜いてしまう事もたびたびある。長年チームを牽引するキャプテンとして、国際大会で活躍した。スパイク打数は当時のチームで群を抜いて多い。
フランス、スペインなどのリーグを経験し、カザフスタン代表のエースとして2005年のアジア選手権で銀メダル獲得に大きく貢献した。そこから注目を浴び、翌年に日本で開催された世界選手権に出場し、強豪国相手に健闘を見せた。
2006年アジア大会ではベストスコアラーに輝く活躍をした。日本では“パブちゃん”の愛称を持つ。2007-2008シーズンに所属していた久光製薬スプリングスでの愛称は“レーナ”である。2007年ワールドグランプリにて初出場した。座右の銘は「勝利あるのみ」でチームを引っ張った。2008年は北京オリンピック世界最終予選に主将としてチームを引っ張り北京オリンピックの切符を手にした。
北京オリンピック後に兼ねてから公式に発言していた出産により競技から離れる。同じく北京オリンピックでカザフスタン代表の柔道選手アスハト・ジトケエフと結婚した。

## 球歴
- 2005年 アジア選手権 (2位）
- 2006年 世界選手権（17位）
- 2007年 ワールドグランプリ （10位）
- 2007年 アジア選手権 (5位）
- 2008年 北京オリンピック世界最終予選 (5位）
- 2008年 北京オリンピック (9位）

## 受賞歴
- 2001-2002年 フランスリーグ Best player of France
- 2002-2003年 フランスリーグ Best player of France
- 2005年 アジア選手権 最高殊勲選手
- 2005-2006年 スペインスーパーカップ ベストプレイヤー
- 2006年 ドーハアジア競技大会 ベストスコアラー
- 2007年 アジアクラブ選手権 最高殊勲選手／スパイク賞
- 2007年 アジア選手権 ベストスコアラー
- 2007-2008年 プレミアリーグ 得点王・ベスト6賞

## 所属クラブ
- Skif（1997-1998年）
- Riom（1999-2004年）
- テネリフェ・マリシャル（2004-2006年）
- Rahat（2006-2007年）
- Voléro ZÜRICH（2006-2007年）
- 久光製薬スプリングス（2007-2008年）